# Peridontopyge rubolineata
Peridontopyge rubolineata är en mångfotingart som beskrevs av Demange 1972. Peridontopyge rubolineata ingår i släktet Peridontopyge och familjen Odontopygidae. Inga underarter finns listade i Catalogue of Life.